# Sonet angielski

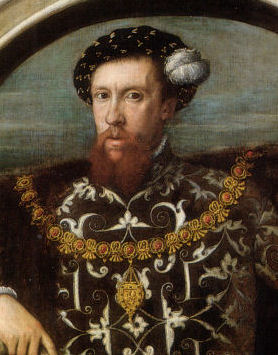
Henry Howard, Earl Surrey wprowadził nowy schemat sonetu, znany obecnie jako szekspirowski

Sonet angielski – zbiorcza nazwa kilku odmian sonetu, spotykanych w literaturze angielskiej epoki elżbietańskiej. 
Sonetami angielskimi są sonet spenserowski, sonet barnfieldowski i sonet szekspirowski. Sonet rymowany abab cdcd efef gg, znany jako szekspirowski, jest najprostszą w realizacji odmianą tego gatunku. Jego pojawienie się było podyktowane mniejszym zasobem rymów w języku angielskim. Napisanie sonetu szekspirowskiego wymaga znalezienia tylko dwóch, a nie trzech lub czterech jak w kanonicznym sonecie włoskim (abba abba cdc dcd) współbrzmiących słów na każdy rym. W literaturze polskiej forma sonetu angielskiego jest rzadsza niż włoskiego i francuskiego i pojawia się przede wszystkim w przekładach poezji angielskiej.

Nadobne byty niech się krzewią dalej,
Iżby nie zmarła nam róża urody
I by ich pamięć, gdy je czas powali,
Przechował w sobie ich następca młody.
Ty, ograniczon do swych ócz jedynie,
Sycisz ich blaski swą li własną strawą
I, gdzie dostatek był, tam, w wrogim czynie,
Sprowadzasz nędzę siłą nazbyt krwawą.
Ty, coś jest stworzon ku świata ozdobie,
Heroldzie cudów wiosennych, swe czary
W swojem pąkowiu ukrywasz, jak w grobie,
W skąpstwie jedynie rozrzutny bez miary.
Zlituj się świata, lub ty wraz z mogiłą
Wchłoniecie razem jego własność miłą.

Sonet barnfieldowski (abba cddc effe gg) tak samo jak szekspirowski jest siedmiorymowy, ale opiera się nie na krzyżowym, ale obejmującym schemacie rymów.